# Hogesnelheidslijn Frankfurt - Mannheim

Geplande nieuwe spoorlijn

De hogesnelheidslijn Frankfurt - Mannheim is een nieuw aan te leggen (Neubaustrecke) Duitse hogesnelheidslijn tussen Frankfurt am Main en de stadsgrens van Mannheim. De lijn zou grotendeels het tracé van de A67 gaan volgen. De lijn zou 85 kilometer lang zijn. De lijn zal na de opening de twee hogesnelheidslijnen Köln - Rhein/Main en  Mannheim - Stuttgart verbinden. De kosten voor de bouw van de lijn worden geraamd op ongeveer 2 miljard euro.
Als deze verbinding gereed is hebben ICE's tussen Keulen en Ulm (een stad in Zuid Duitsland tussen Stuttgart en München) grotendeels hun eigen sporen en in theorie vrijwel geen last meer van lokale treinen en goederentreinen.